# Église Saint-Étienne d'Avrigney-Virey
Pour les articles homonymes, voir Église Saint-Étienne et Saint-Étienne (homonymie).
L'église Saint-Étienne est une église catholique située à Avrigney-Virey, en France.

## Localisation
L'église est située dans le département français de la Haute-Saône, sur la commune d'Avrigney-Virey.

## Historique
L'église date de 1760 et a été réalisée d'après les plans de l'architecte bisontin Jean-Charles Colombot.
L'édifice est classé au titre des monuments historiques en 1989.